# Євпаторія-2500
Євпаторія-2500 — український футбольний клуб з Євпаторії, виступав у чемпіонаті Криму. У 2006 році команда стала переможцем чемпіонату Криму.

## Історія
Футбольну команду «Євпаторія-2500» створено у 2006 році під час святкування 2500-річчя заснування міста Євпаторія. Команда грала у чемпіонаті Криму на стадіоні Паралімпійського центру. Перша гра чемпіонату закінчилась перемогою над джанкойським «Авангардом» (4:2). Підсумком виступу на першості Криму стала перемога євпаторійців у турнірі. У Кубку Криму «Євпаторія-2500» дійшла до півфіналу, де поступилась «Керчі» (0:2). Також команда стала переможцем Кубку мера Сімферополя.
На матч Кубка Криму 2007 року проти севастопольського «Динамо» команда не з'явилася і їй було зараховано технічну поразку. Після цього клуб «Євпаторія-2500» припинив існування.
Деякий час команда під такою назвою грала в чемпіонаті Криму з футболу серед ветеранів.

## Досягнення
- Чемпіон Криму — 2006

## Зовнішні посилання
- footballfacts [Архівовано 18 серпня 2018 у Wayback Machine.]